# سامانه انرژی تابشی ابرها و زمین

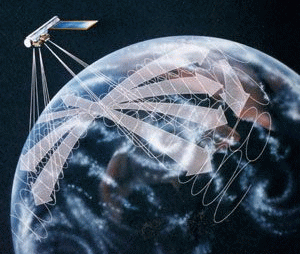
طرحی هنری از ابزارهای CERES که در حال اسکن زمین است.

سامانه انرژی تابشی ابرها و زمین (انگلیسی: Clouds and the Earth's Radiant Energy System) که به اختصار CERES نامیده می‌شود، برنامه اقلیمی در دست اقدام ناسا در مدار زمین است. این پروژه ابزارهایی علمی ماهواره‌ای و بخشی از سامانه دیده‌بانی زمین به‌شمار می‌رود که به منظور اندازه‌گیری تابش بازتابی خورشید و زمین از فراز اتمسفر به سطح زمین طراحی شده است. ویژگی‌های ابرها تعیین‌کننده اندازه‌گیری‌های همزمانی است که توسط دیگر ابزارهای سامانه دیده‌بانی زمین مانند تابش‌سنج طیفی تصویربرداری با وضوح متوسط (MODIS) انجام می‌شود.
نتایج به‌دست آمده از سامانه انرژی تابشی ابرها و زمین و دیگر پروژه‌های ناسا مانند ماهواره بودجه تابش زمین (ERBS) می‌تواند منجر به بهبود درک نقش ابرها و چرخه انرژی در تغییر اقلیم جهان شود.